# Дирнау (Округ Гепинген)
Дирнау (њем. Dürnau) општина је у њемачкој савезној држави Баден-Виртемберг. Једно је од 38 општинских средишта округа Гепинген. Према процјени из 2010. у општини је живјело 2.112 становника. Посједује регионалну шифру (AGS) 8117017.

## Географски и демографски подаци
Дирнау се налази у савезној држави Баден-Виртемберг у округу Гепинген. Општина се налази на надморској висини од 543 метра. Површина општине износи 5,4 km². У самом мјесту је, према процјени из 2010. године, живјело 2.112 становника. Просјечна густина становништва износи 393 становника/km².

## Међународна сарадња
| Мјесто | Држава  | Врста сарадње | Од    |
| ------ | ------- | ------------- | ----- |
| Матаро | Шпанија | контакт       | 2000. |
| Извор  |         |               |       |